# La rabona
La rabona  es una película de Argentina filmada en Eastmancolor dirigida por Mario David según su propio guion escrito en colaboración con Isaac Aisemberg que se estrenó el 22 de marzo de 1979 y que tuvo como actores principales a Alberto Closas, Claudia Cárpena, Perla Santalla y Eva Franco. Gabriela David, hija del director y futura directora de cine fue el ayudante de dirección.

## Sinopsis
Un hombre y su hija, cansados de las peleas y rutinas, faltan el mismo día a la escuela y al trabajo.

## Reparto
- Alberto Closas
- Claudia Cárpena
- Perla Santalla
- Eva Franco
- Arturo García Buhr
- Carlos Moreno
- Ricardo Darín
- Ricardo Lavié
- Miguel Coppola
- Héctor Bidonde
- Mangacha Gutiérrez
- Pepita Muñoz
- Roberto Lagos
- Juan Vitali
- Mario Savino
- Raúl Ricutti
- Juan Quetglas
- Eduardo Trillo
- Edmundo Mattar
- Claudia Nelson
- Pepita Ferez
- Martha Fendriz
- Miguel Papparelli
- Karina David
- Rodolfo Brindisi

## Comentarios
Néstor en Esquiú escribió:

«Bien intencionada y con cierta tendencia moralizadora…contrasta la liberalidad de costumbres modernistas…con el recato y la pureza de los hábitos de familias tradicionales.»

Rafael Granados opinó:

«Mario David construye una película sensible…cuyas imágenes hablan en voz baja.»

Manrupe y Portela escriben:

«Discreto esfuerzo por alejarse de una industria en crisis, en una época difícil no sólo para el cine.»